# Coptodon rendalli
Coptodon rendalli là một loài cá thuộc họ Cichlidae. Loài này có ở Burundi, Kenya, và Tanzania. Các môi trường sống tự nhiên của chúng là hồ nước ngọt và đầm nước ngọt. Nó bị đe dọa do mất nơi sống.

## Hình ảnh

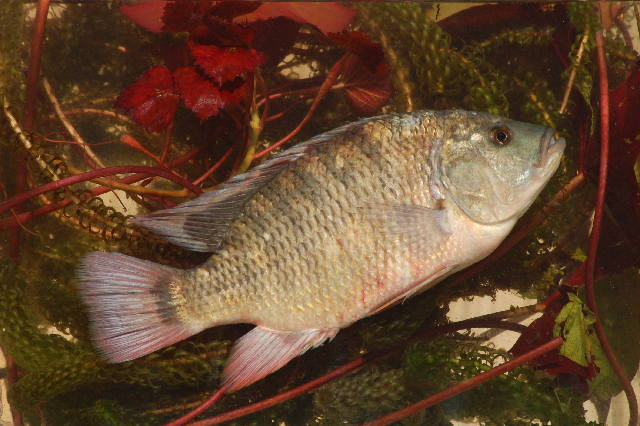